# Roger B. Chaffee
Vous lisez un « bon article » labellisé en 2019.
Pour les articles homonymes, voir Chaffee.
Roger Bruce Chaffee, né le 15 février 1935 à Grand Rapids (Michigan) et mort le 27 janvier 1967 à Cap Canaveral (Floride), est un pilote américain, officier de la United States Navy, sélectionné comme astronaute dans le cadre du programme Apollo. 
Eagle Scout dans sa jeunesse, Chaffee obtient son diplôme de la Central High School en 1953 et accepte une bourse d'études du Corps de formation des officiers de la réserve navale (NROTC). Il commence ses études universitaires à l'Institut de technologie de l'Illinois, où il participe également à la fraternité étudiante Phi Kappa Sigma. Il rejoint l'université Purdue à l'automne 1954 et obtient son brevet de pilote privé.
Après avoir obtenu son diplôme à Purdue, en 1957, Chaffee termine sa formation de pré-mise en service dans la marine et devient Ensign. Il commence sa formation de pilote à la base aéronavale de Pensacola, en Floride, où il pilote divers avions, notamment les T-34, T-28 et A3D. Il devient officier du contrôle de la qualité et de la sécurité du Heavy Photographic Squadron 62 (VAP-62). Au sein de cette unité, il prend notamment des photographies aériennes cruciales de Cuba pendant la crise des missiles de Cuba, pour lesquelles il reçoit l'Air Medal. Il est promu Lieutenant commander le 1er février 1966.
Avec treize autres pilotes, Chaffee est choisi dans le groupe d'astronautes 3 par la National Aeronautics and Space Administration (NASA) en 1963. Il sert de Capsule Communicator (CAPCOM) aux missions Gemini 3 et Gemini 4 et reçoit sa première mission de vol spatial en 1966. En 1967, il meurt dans un incendie avec ses collègues astronautes, Virgil Grissom et Edward White, au cours d'un essai préalable au lancement de la mission Apollo 1 à la base de lancement de Cap Canaveral. À titre posthume, il reçoit la Congressional Space Medal of Honor et une seconde Air Medal.

## Biographie

### Enfance, famille et études
Roger Bruce Chaffee naît le 15 février 1935 à Grand Rapids dans le Michigan. Il est second enfant de Donald Lynn Chaffee et de Blanche May (Mike) Chaffee, née Mosher. Il a une sœur aînée, Donna, née deux ans plus tôt.
En janvier 1935, son père est diagnostiqué avec la scarlatine et sa mère, Mike, quitte temporairement Greenville pour s'installer chez ses parents à Grand Rapids, où Roger naît. La famille passe les sept années suivantes à Greenville avant de déménager finalement à Grand Rapids, où son père occupe le poste d'inspecteur en chef à l'usine de Doehler-Jarvis,. L'intérêt de Chaffee pour l'aérospatiale apparaît dès son plus jeune âge lorsque son père, ancien pilote de cirque volant, l'amène à effectuer son premier vol à l'âge de sept ans. Chaffee est enthousiasmé par ce vol et commence, peu de temps après, à construire des maquettes d'avions avec son père.

#### Scoutisme

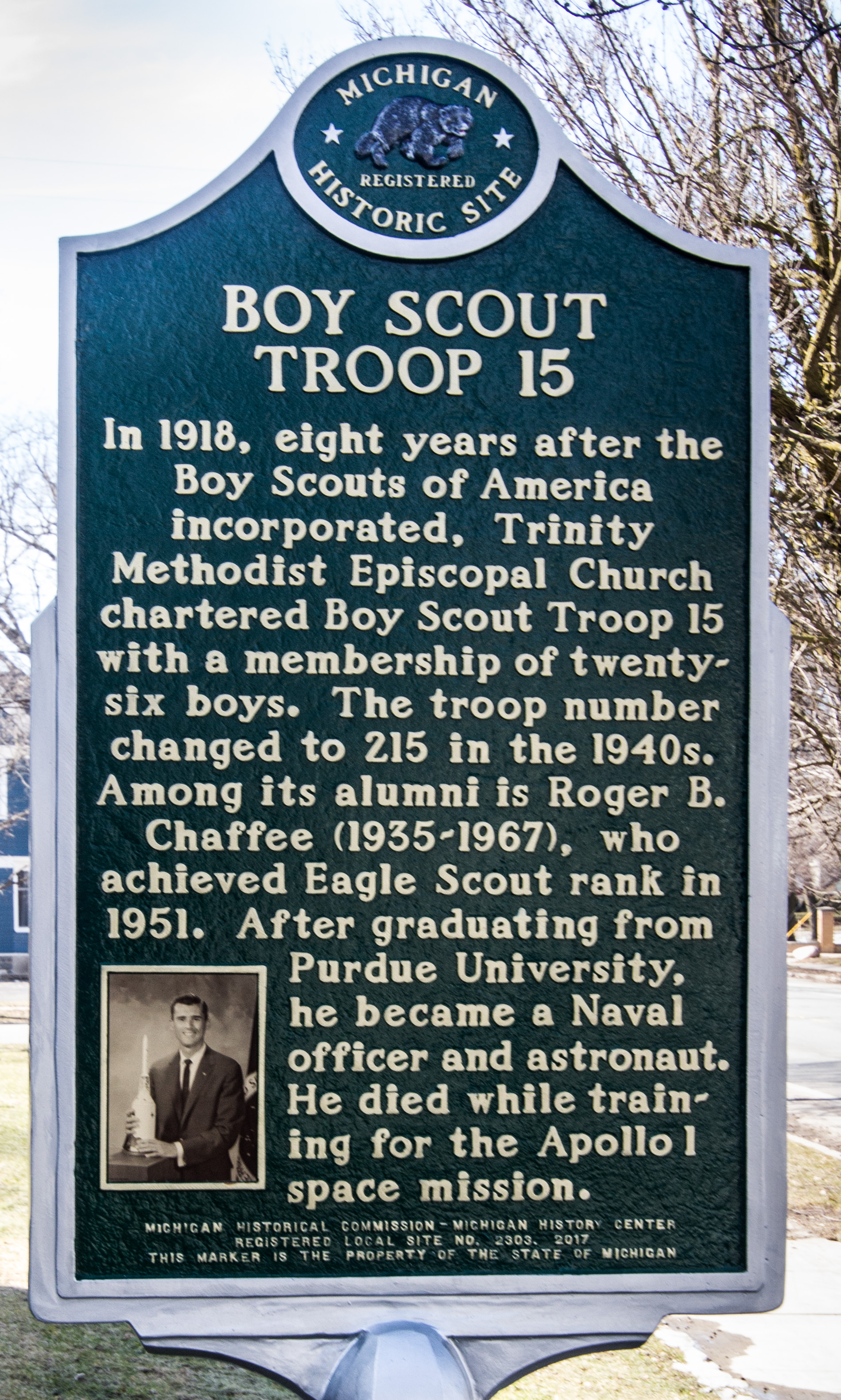
Plaque commémorative sur la Boy Scout Troup 15 mettant en avant Roger B. Chaffee.

Chaffee excelle en tant que boy scout, obtenant son premier badge du Mérite à l'âge de treize ans. Il gagne dix autres badges cette année-là. Bon nombre de ces récompenses sont généralement remportées par des scouts plus âgés. Il poursuit en remportant quatre badges supplémentaires à l'âge de quatorze ans. Il reçoit quatre badges pour chacune des deux années à venir et gagne presque tous les badges disponibles à l'époque. Après être devenu Eagle Scout, il réussit à gagner dix autres badges du Mérite, pour lesquels il reçoit les palmes de bronze et d'or. Entre ses voyages en camping avec sa famille et son implication dans les scouts, Chaffee développe une passion pour la vie en plein air.

#### Études
Roger Chaffee fréquente la Dickinson School à Grand Rapids et obtient son diplôme à la Central High School en 1953. Refusant un rendez-vous possible à l'Académie navale d'Annapolis, il accepte une bourse d'études du Corps de formation des officiers de la réserve navale (NROTC) et s'inscrit en septembre 1953 à l'Institut de technologie de l'Illinois. Bon élève, il a l'honneur de faire partie de la liste du doyen et il termine avec une moyenne de B+. Alors qu'il est inscrit, il rejoint la fraternité Phi Kappa Sigma.
Chaffee est passionné par le vol et possède une forte aptitude pour les sciences et l'ingénierie. Pour utiliser ces talents, il est muté à l'université Purdue à l'automne 1954 pour suivre le réputé programme d'ingénierie et technologie spatiale de l'école,. Avant son arrivée dans cette université située à West Lafayette dans l'Indiana, il s'inscrit pour une tournée de huit semaines sur l'USS Wisconsin dans le cadre du programme du NROTC. Pour se qualifier, il doit terminer son entraînement et passer des tests supplémentaires. Il échoue initialement à l'examen de vue, mais le médecin lui permet de repasser le test le lendemain matin et il réussit. Il est ensuite autorisé à faire la tournée du Wisconsin en Angleterre, en Écosse, en France et à Cuba. À son retour sur le sol américain, il travaille dans la mécanique.
Après avoir commencé ses cours à l'université Purdue, Chaffee cherche un emploi pour compléter ses cours et sa participation à la fraternité. Son premier emploi au cours de sa deuxième année est celui de serveur dans l'une des résidences des femmes, mais il n'aime pas cet emploi et en cherche un nouveau rapidement. Il est embauché comme dessinateur industriel dans une petite entreprise locale. En tant que junior, il est embauché comme assistant d'enseignement au département de mathématiques pour donner des cours à des étudiants de première année. Il rejoint également les sociétés honorifiques d'ingénierie Tau Beta Pi et Sigma Gamma Tau. En 1955, Chaffee prend quatre leçons de pilotage, mais il n'a pas assez d'argent pour obtenir sa licence de pilote privé. Deux ans plus tard, le NROTC parraine une formation au pilotage lui permettant de devenir aviateur de la marine. Il fait un vol en solitaire le 29 mars 1957 et obtient sa licence de pilote privé le 24 mai 1957. Il obtient un baccalauréat universitaire en sciences avec distinction en génie aéronautique à Purdue en 1957.

#### Mariage et descendance
Chaffee rencontre sa future épouse, Martha Louise Horn, lors d'un rendez-vous organisé en septembre 1955. Ils commencent à sortir ensemble et il la demande en mariage le 12 octobre 1956. Ils se marient à Oklahoma City, la ville natale de Martha, le 24 août 1957. Martha est femme au foyer et le couple a deux enfants, Sheryl Lyn (née en 1958) et Stephen (né en 1961).

### Service dans la marine

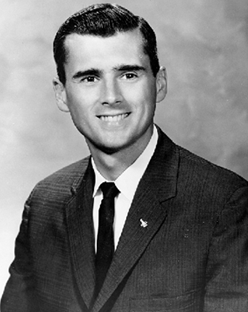
Portrait de Roger B. Chaffee dans les années 1960.

Diplômé, Chaffee termine son entraînement pour entrer dans la marine le 22 août 1957 et est nommé enseigne. Après sa lune de miel, il se rend sur le porte-avions USS Lake Champlain pour une mission de six semaines à Norfolk au sein de la force aéronavale de la Flotte de l'Atlantique. Au moment où Chaffee arrive à la base, le navire a déjà quitté le port. Il travaille à la base jusqu'en octobre 1957, année où il fréquente une école de pilotage à la base aéronavale de Pensacola en Floride. Il commence son entraînement en pilotant le North American T-28 Trojan et le Beechcraft T-34 Mentor. Il est affecté à la base aéronavale de Kingsville au Texas, d'août 1958 à février 1959, au sein de l'unité de formation avancée 212. À Kingsville, il s'entraîne sur le chasseur à réaction Grumman F9F Cougar. Sa fille Sheryl naît la veille de son départ pour sa première formation d'appontage sur porte-avions. Il reçoit son badge d'aviateur naval au début de l'année 1959,.
Chaffee est transféré à la base aéronavale de Jacksonville en Floride pour poursuivre son entraînement. Son premier projet ne consiste pas à voler, mais à réparer un avion de reconnaissance photographique à réaction monomoteur Douglas A-3, variante A3D. Cet avion est généralement piloté par des aviateurs militaires ayant le rang de Lieutenant commander ou plus, mais comme Chaffee devient familier avec l'avion après sa réparation, il devient l'un des plus jeunes aviateurs à le piloter. Il rejoint l'Attack Squadron 44 (VA-44) en septembre 1959 et s'entraîne d'octobre 1959 à mars 1960 avec le Reconnaissance Attack Squadron (Heavy) 3 (RVAH-3).
Chaffee se voit confier diverses tâches et participe à de nombreuses tâches d'instruction au cours des années suivantes, passant le plus clair de son temps dans les escadrons de reconnaissance photographique. Il est affecté à la base aéronavale de Jacksonville en tant qu'officier de sécurité et agent de contrôle de la qualité pour le Heavy Photographic Squadron 62 (VAP-62) pilotant le A3D. Il rédige un manuel de contrôle de la qualité pour l'escadron, bien que certains de ses pairs le jugent trop exigeant. Par hasard, il est affecté à une mission où il survole Cap Canaveral, au cours de laquelle des photographies aériennes des futurs sites de lancement de fusées américaines sont prises.

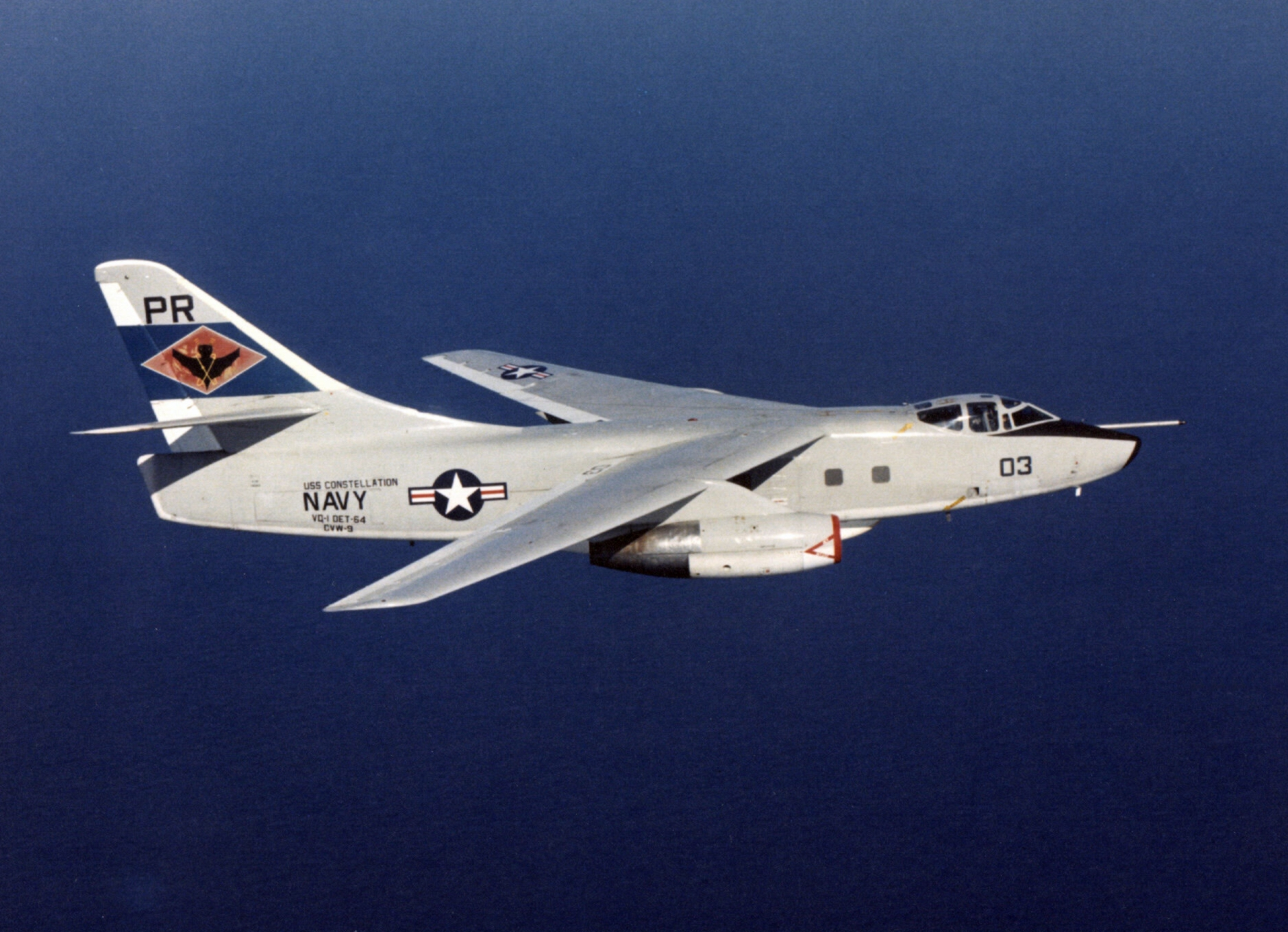
Un Douglas A-3 en vol.

Entre le 4 avril 1960 et le 25 octobre 1962, y compris pendant la période critique de la crise des missiles de Cuba, Chaffee effectue 82 missions au-dessus de Cuba — parfois jusqu'à trois par jour — et effectue plus de 100 heures de vol par mois. Certains de ces voyages comprennent le transfert d'hommes par avion aller-retour à la base navale de la baie de Guantánamo. Il reçoit l'Air Medal pour sa contribution,,.
Après cela, Chaffee entreprend une formation en vol embarqué sur porte-avions. Il passe du temps sur l'USS Saratoga à effectuer des vols et des appontages de jour et de nuit. Au sujet des vols de jour, il déclare : « poser ce grand oiseau sur le pont d'envol était comme se poser sur un timbre-poste », et sur les vols de nuit : « se faire catapulter du pont d'envol la nuit, c'est comme se [recevoir] une bouteille d'encre, ! » Tout en travaillant à Jacksonville, il prépare simultanément une maîtrise. Il est en croisière en Afrique lorsque son fils Stephen naît à Oklahoma City.
Pendant son service dans l'armée, Chaffee totalise plus de 2 300 heures de vol dont plus de 2 000 sur des avions à réaction,. Le 1er février 1966, il est promu Lieutenant commander.

### Carrière à la NASA

#### Sélection

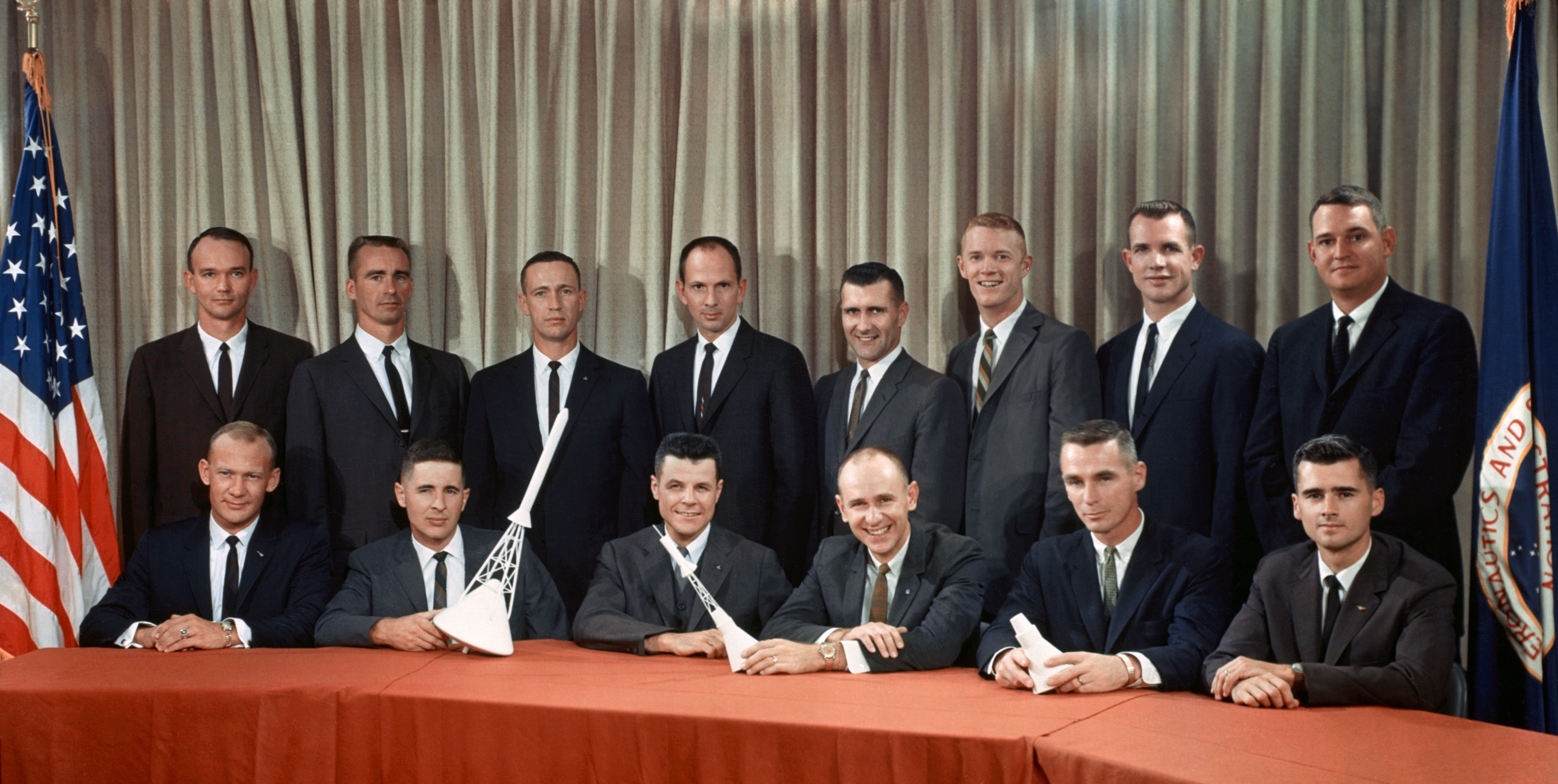
Le groupe d'astronautes 3 avec, de gauche à droite, au rang de derrière : Collins, Cunningham, Eisele, Freeman, Gordon, Schweickart, Scott et Williams, et au rang de devant : Aldrin, Anders, Bassett, Bean, Cernan et Chaffee.

En août 1962, Chaffee confie à sa famille qu'il a soumis une candidature au programme de formation des astronautes de la National Aeronautics and Space Administration (NASA) et informe ses supérieurs qu'il souhaite suivre une formation de pilote d'essai pour obtenir le statut d'astronaute. Au milieu de l'année 1962, il est accepté dans le groupe initial de 1 800 candidats pour le futur groupe d'astronautes 3,. À la fin de sa tournée navale et après plus de 1 800 heures de vol, la marine lui offre la possibilité de poursuivre sa maîtrise. En janvier 1963, il entre à l'Air Force Institute of Technology (AFIT) de la base aérienne Wright-Patterson à Dayton dans l'Ohio pour terminer une maîtrise en sciences en ingénierie de fiabilité.
Pendant qu'il étudie à l'AFIT, Chaffee continue à participer aux épreuves des candidats astronautes, le groupe diminuant à 271 au milieu de l'année 1963. Lors des examens, il est noté qu'il a une très petite capacité pulmonaire, qu'il utilise mieux que la plupart des personnes ayant une capacité supérieure. Le 14 octobre 1963, il revient d'un voyage de chasse à Fairborn dans l'Ohio, lorsqu'il trouve un message de la NASA. En rappelant, il apprend qu'il est choisi comme astronaute. Le 18 octobre 1963, il est officiellement annoncé qu'il est l'un des quatorze choisis dans la sélection finale du groupe d'astronautes 3. Il déclare à cette occasion : « Je suis très heureux de cette nomination. J'ai toujours voulu voler et effectuer des [vols aventureux] toute ma vie. Depuis que les sept premiers astronautes du programme Mercury ont été nommés, je poursuis mes études [en ce sens] »,.

#### Entraînement

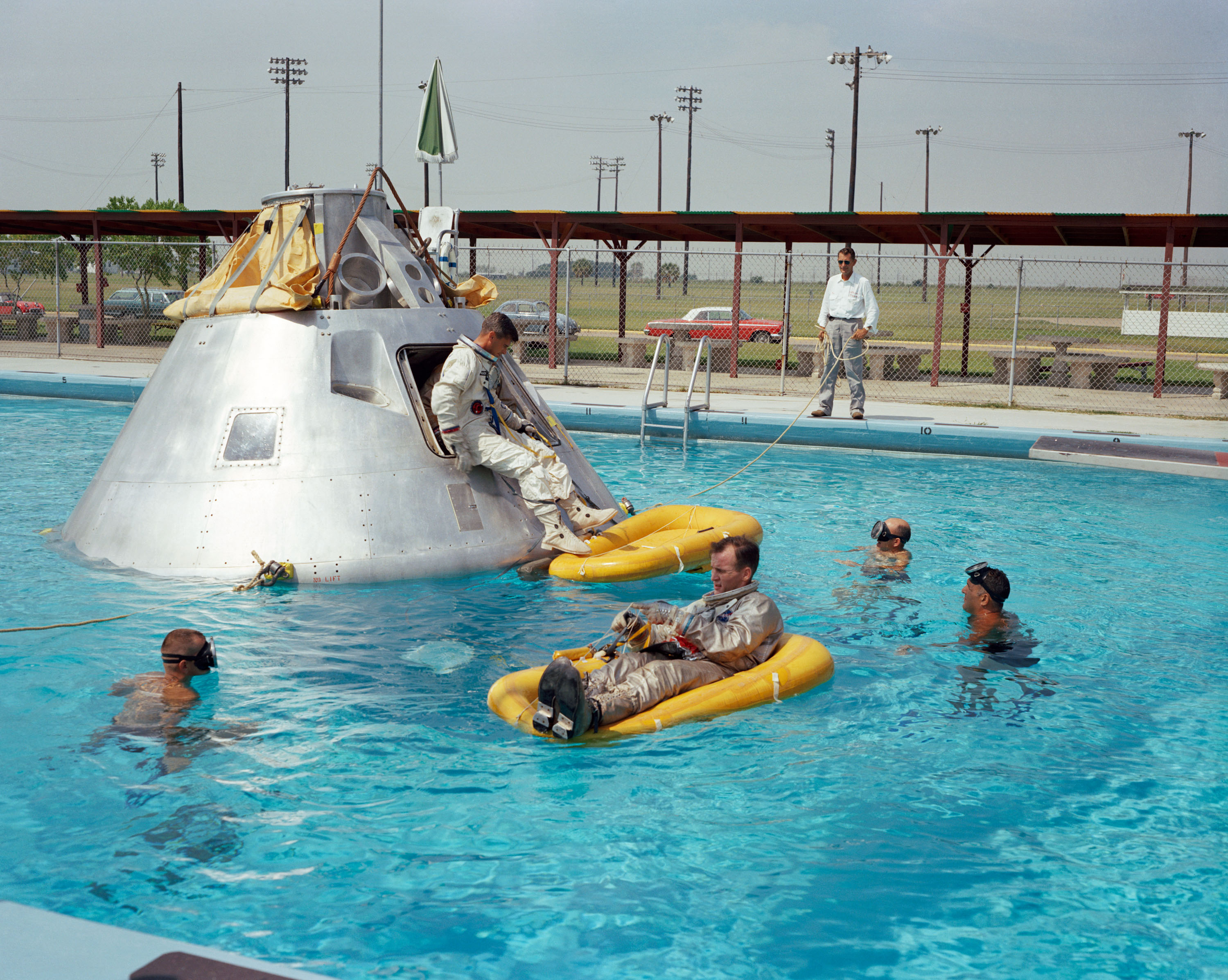
Chaffee (assis au bord de la capsule) pendant des entraînements à l'eau pour Apollo 1 à Houston. Edward White est visible au premier plan.

La première phase de formation du troisième groupe d'astronautes débute en 1964 par de la théorie. Des conférences sont complétées par des voyages dans des sites présentant une importance géologique, permettant ainsi aux astronautes d'acquérir une expérience pratique. En plus de piloter le vaisseau spatial, les astronautes doivent également effectuer des expériences scientifiques et des mesures sur la Lune. Les astronautes voyagent du Grand Canyon jusqu'en Alaska pour se familiariser avec la géographie ; ils se rendent en Islande et à Hawaï pour se familiariser avec les formations rocheuses et les coulées de lave.
La deuxième phase est un entraînement d'urgence qui vise à doter les astronautes des compétences nécessaires pour survivre si l'atterrissage n'a pas lieu comme prévu. Le groupe commence sa formation au milieu de la jungle panaméenne. Ils effectuent l'entraînement de survie à deux, ne transportant que leurs parachutes et leurs trousses de survie. Chaffee, avec l'aide de sa formation de scoutisme, cherche suffisamment de nourriture pour survivre pendant la mission de formation de trois jours. Après l'entraînement dans la jungle, les astronautes se rendent dans un environnement totalement différent : le désert près de Reno, dans le Nevada. Pour l'habillement, les astronautes n'ont que des sous-vêtements, des chaussures et des robes longues qu'ils fabriquent avec leurs parachutes. Les lézards et les serpents sont la principale source de nourriture et les astronautes utilisent leurs parachutes comme tentes de fortune pour s'abriter pendant ces deux jours dans le désert.
La troisième et dernière phase est l'entraînement opérationnel. Il s'agit de leur donner une expérience pratique de l'utilisation des instruments et des équipements nécessaires à leur vol spatial. Ils reçoivent une formation sur les effets de la microgravité et de l'accélération rapide. Les astronautes passent du temps dans des simulateurs, à bord d'avions cargos simulant l'apesanteur, sous l'eau pour pratiquer des activités extravéhiculaires et lors de visites dans des usines de fabrication pour vérifier l'état du matériel.

#### Programme Gemini

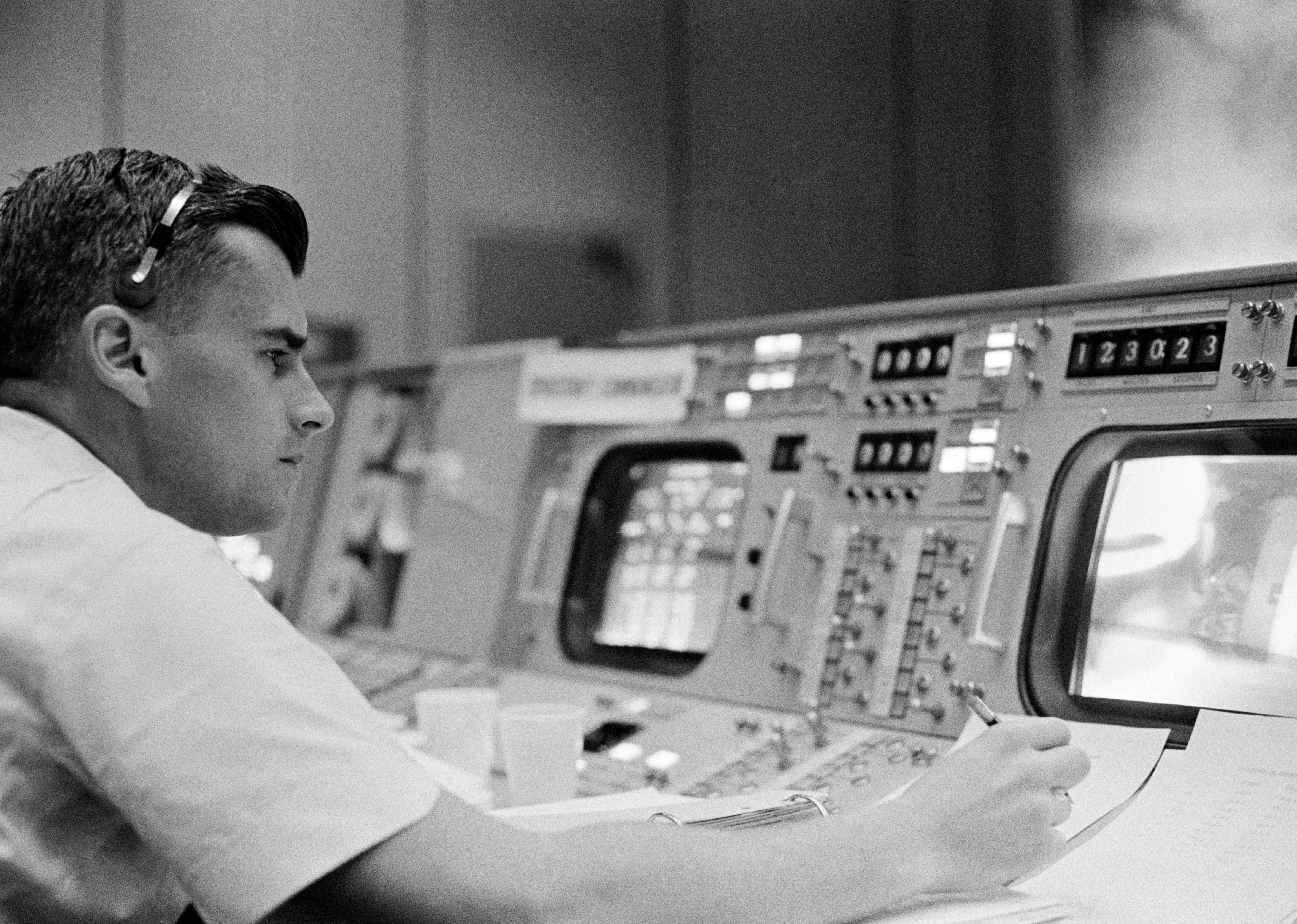
Chaffee au centre de contrôle de mission durant la mission Gemini 3.

Chaque astronaute doit posséder une spécialité, celle de Chaffee est la communication. Il se concentre sur la Deep Space Instrumentation Facility (DSIF) dont les astronautes ont besoin pour la navigation dans l'espace.
Au futur centre spatial Lyndon B. Johnson de Houston, Chaffee sert de Capsule Communicator (CAPCOM) en mars 1965 pour Gemini 3. Plus tard cette année-là, il est aussi CAPCOM, aux côtés de Virgil Grissom — deuxième astronaute américain à aller dans l'espace — et Eugene Cernan — futur 11e marcheur lunaire —, pour la mission Gemini 4, dans laquelle Edward White effectue la première sortie dans l'espace par un Américain,. En tant que CAPCOM, Chaffee relaie des informations entre les membres de l'équipage et le directeur des opérations de vol, Christopher Kraft. Il n'obtient jamais de siège dans une mission du programme Gemini, étant affecté aux systèmes de contrôle de vol, de communication, d'instrumentation et de contrôle de l'attitude du programme Apollo. Pendant ce temps, avec Grissom, il pilote également des avions de chasse à une altitude comprise entre 9 144 m (30 000 ft) et 15 240 m (50 000 ft) pour filmer le lancement d'une fusée sans pilote Saturn IB,.

#### Programme Apollo et mort

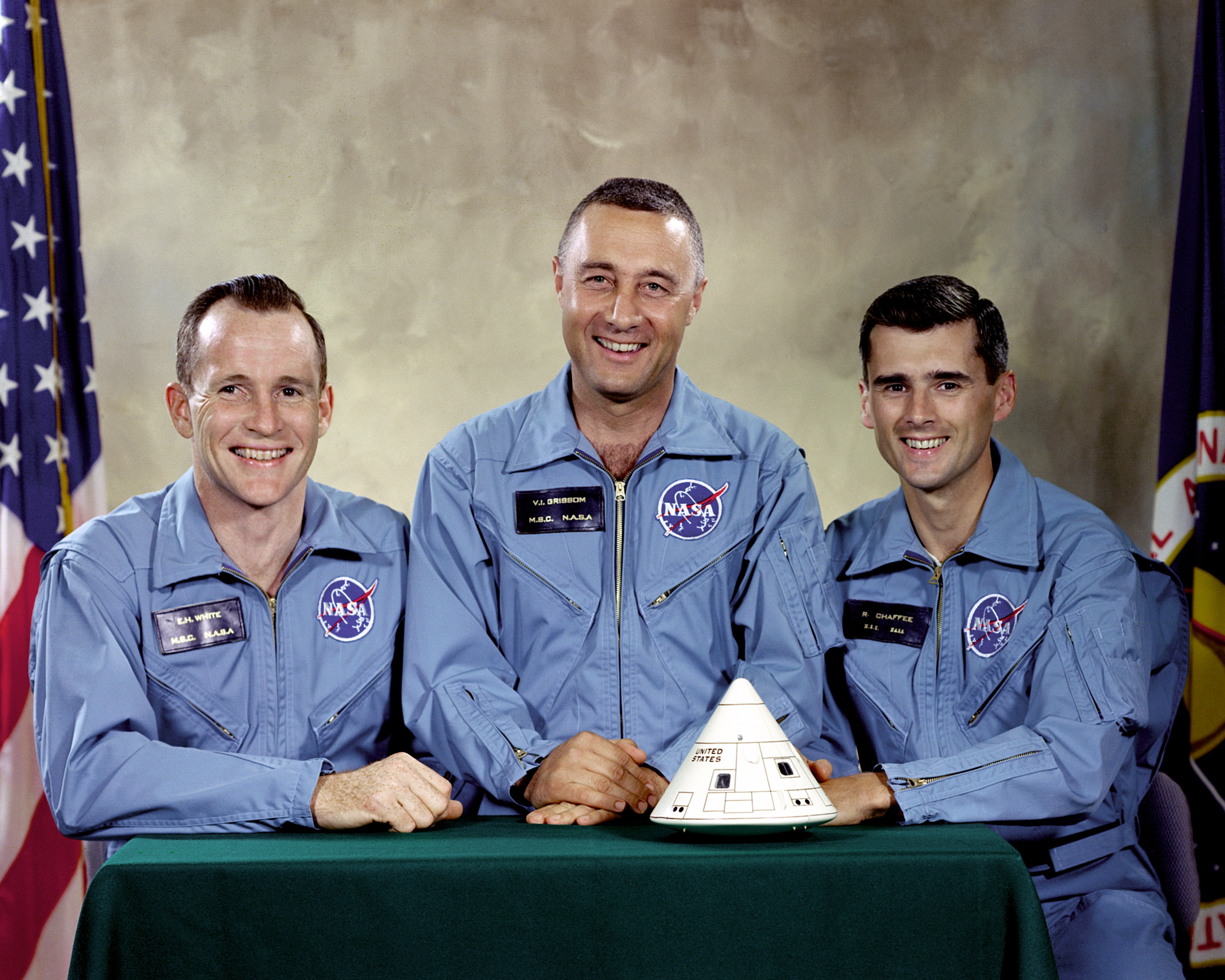
L'équipage d'Apollo 1, de gauche à droite : White, Grissom et Chaffee.

Chaffee reçoit l'affectation à sa première mission spatiale en janvier 1966, lorsqu'il est sélectionné pour le premier vol habité Apollo-Saturn, l'AS-204. Rejoignant les pilotes Virgil Grissom et Edward White, il remplace Donn Eisele, blessé. Eisele doit subir une intervention chirurgicale pour une épaule disloquée, blessure subie à bord d'un avion KC-135 d'entraînement pour l'apesanteur. Eisele est réaffecté à un second équipage d'une mission Apollo, commandée par Walter Schirra,.
L'annonce de l'équipage est rendue publique le 21 mars 1966. Le vol de ce qui sera Apollo 1 est d'une durée de deux semaines et doit non seulement tester les systèmes de l'engin spatial, mais également les installations de suivi et de contrôle au sol. Chaffee a surveillé la fabrication de la capsule Gemini, il n'a pas assisté à la construction de celle d'Apollo. Trois jours après sa sélection comme membre de l'équipage d'Apollo 1, il se rend à l'usine aéronautique de la North American Aviation située à Downey, en Californie, pour la voir.
Le 27 janvier 1967, Grissom, White et Chaffee participent à un exercice à la base de lancement de Cap Canaveral en vue du lancement prévu le 21 février. Chaffee est assis à droite dans la capsule. Son rôle principal est de maintenir les communications avec l'extérieur. Une surtension momentanée est détectée ; le court-circuit qui l'accompagne dans un équipement de la capsule baignée d'oxygène pur provoque un incendie. Rapidement, une voix signale : « [Nous] avons un feu dans le cockpit ». La plupart des enquêteurs pensent que cette voix est celle de Chaffee.

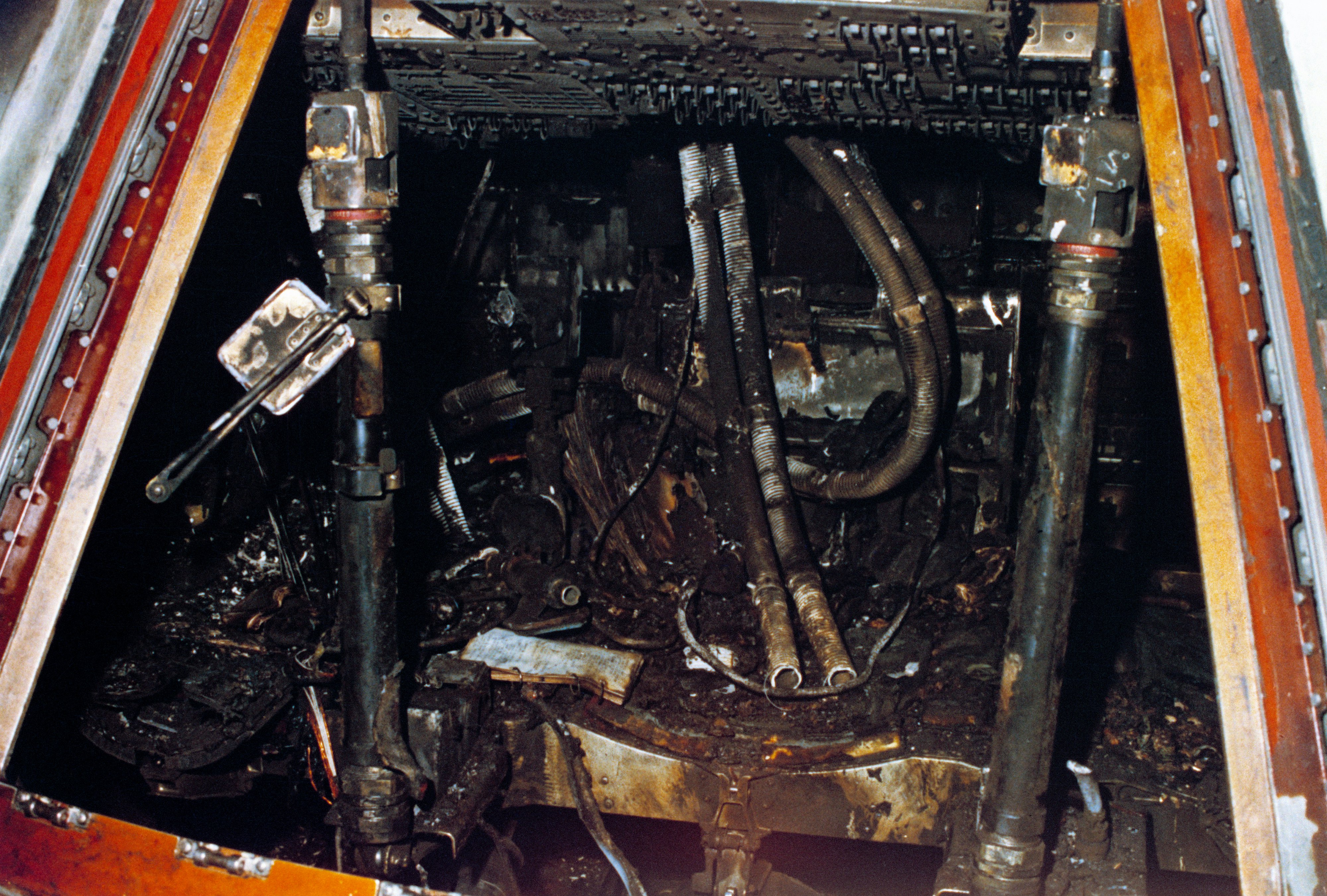
La capsule du module de commande et de service Apollo après l'incendie.

En cas d'urgence, Grissom, dans le siège gauche, doit ouvrir la purge d'air comprimé de la cabine, après quoi White au siège central doit ouvrir la trappe de la porte, tandis que Chaffee, au siège droit, doit maintenir la communication. L'intensité de l'incendie, qui se propage de gauche à droite dans la capsule, empêche l'ouverture de la valve par Grissom. Malgré cela, White enlève ses entraves et tente apparemment d'ouvrir la trappe, en vain car elle est fermée par la pression de la capsule. La pression croissante fait finalement éclater le mur intérieur de la capsule du côté droit. Après avoir été alimenté par une atmosphère d'oxygène pur dans la capsule pendant environ trente secondes à des pressions importantes et désormais alimenté par de l'air ambiant azoté, le feu diminue en intensité et commence à produire une grande quantité de fumée qui tue les astronautes pris au piège. Chaffee perd conscience après avoir fait une hypoxie myocardique, qui provoque un arrêt cardiaque et entraîne une hypoxie cérébrale. Il meurt des suites d'une asphyxie causée par les gaz toxiques de l'incendie, accentuée par des brûlures.
Des tuyaux d'oxygène et d'éthylène glycol défectueux près du point d'origine de l'incendie continuent à nourrir un incendie secondaire intense qui transperce le plancher de la capsule. Au moment où les pompiers parviennent à ouvrir la trappe depuis l'extérieur, le feu s'est éteint. Le corps de Chaffee étant le plus éloigné de l'origine de l'incendie, il a subi le moins de brûlures. Son casque est fermé et verrouillé, ses sangles sont défaites, les flexibles et les connexions électriques à la combinaison sont toujours connectés.

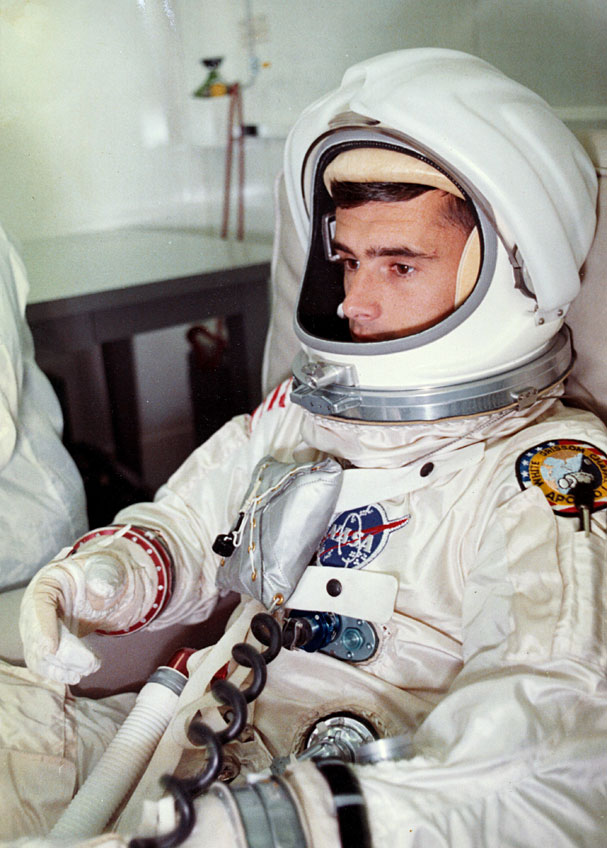
Roger B. Chaffee en combinaison pour un entraînement.
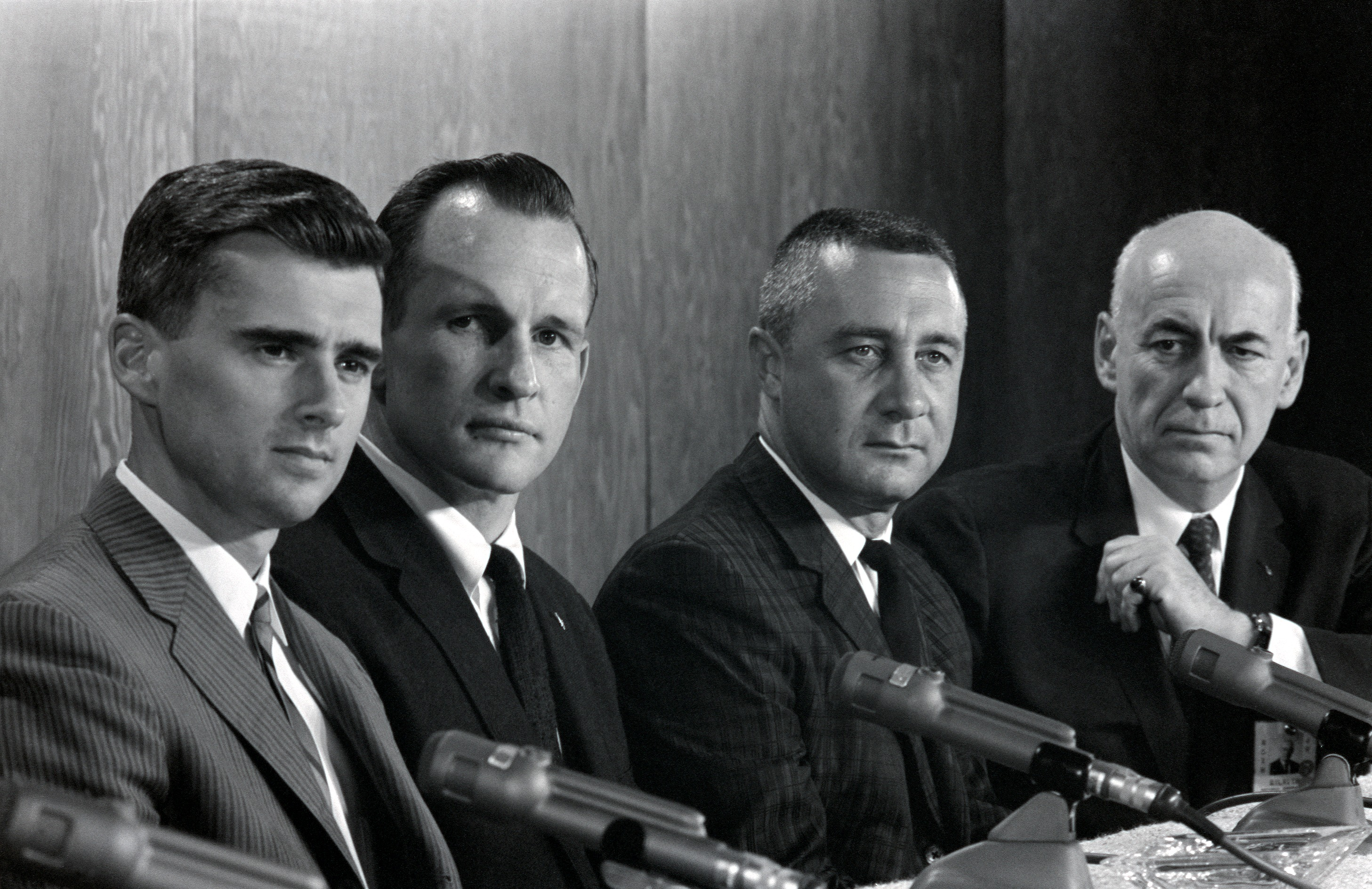
L'équipage d'Apollo 1 lors d'une émission télévisée.
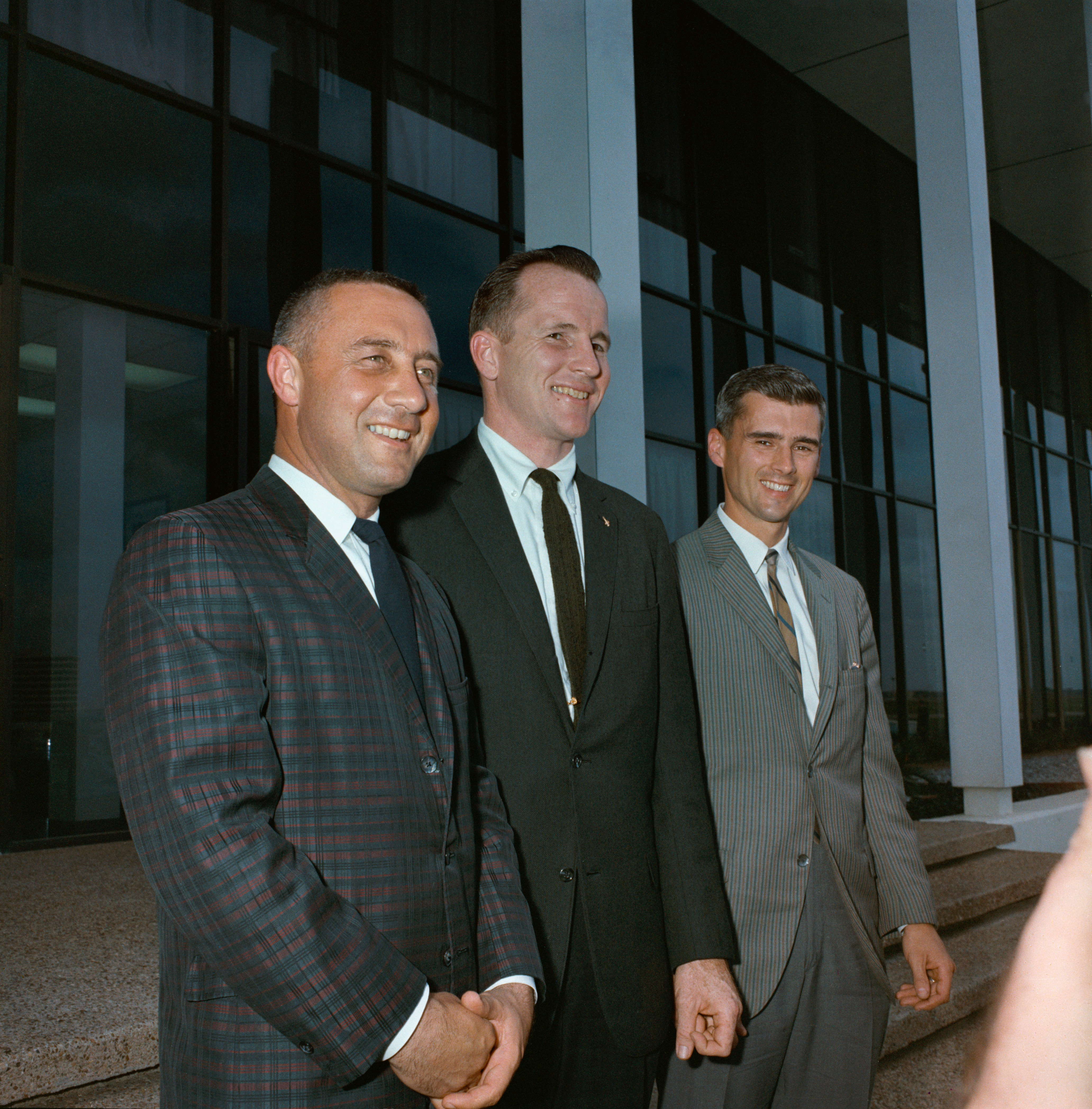
L'équipage d'Apollo 1 le 21 mars 1966.
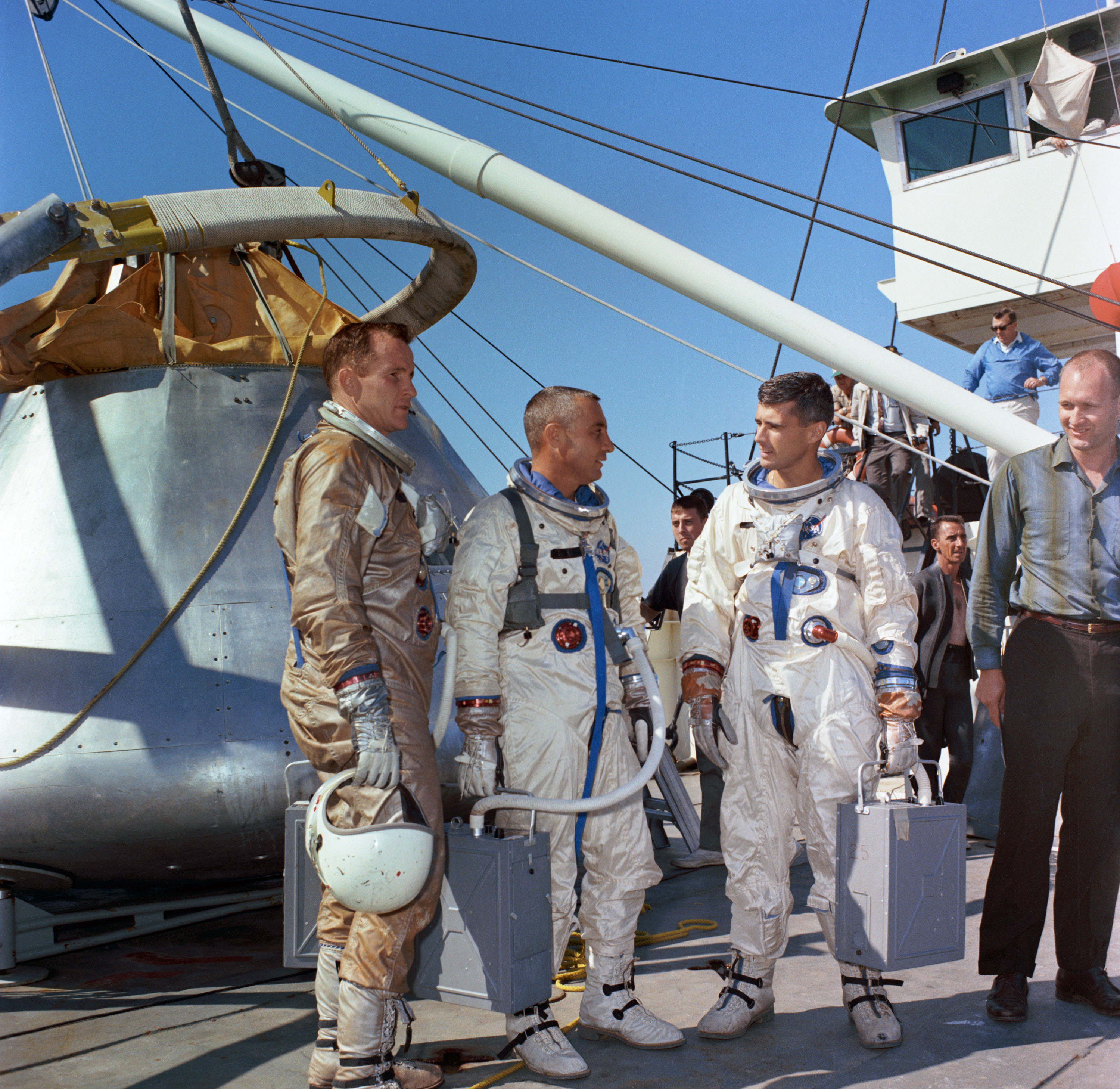
L'équipage d'Apollo 1 lors de tests en mer dans le golfe du Mexique le 27 octobre 1966.
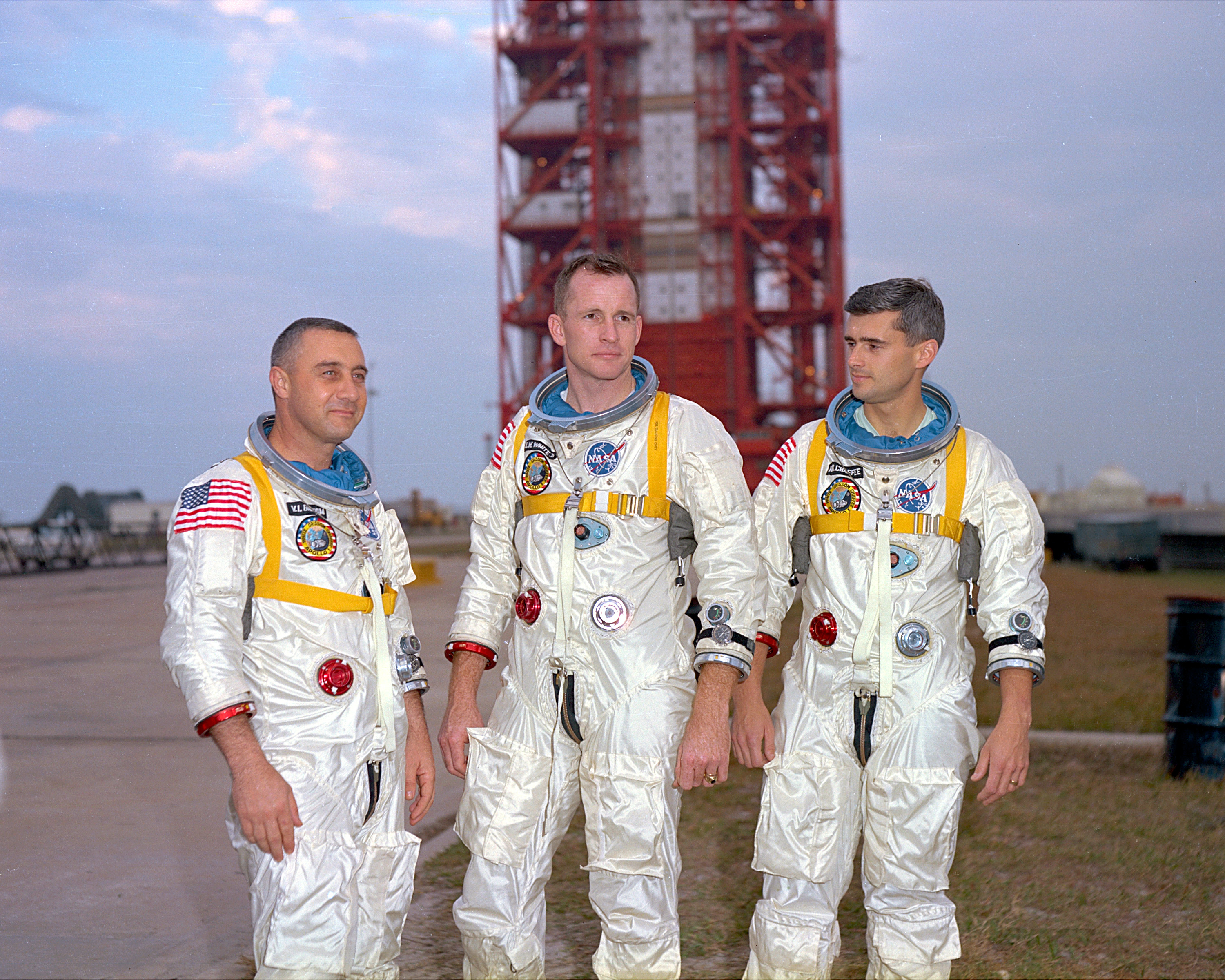
L'équipage d'Apollo 1 le 17 janvier 1967 devant un pas de tir de la base de lancement de Cap Canaveral.
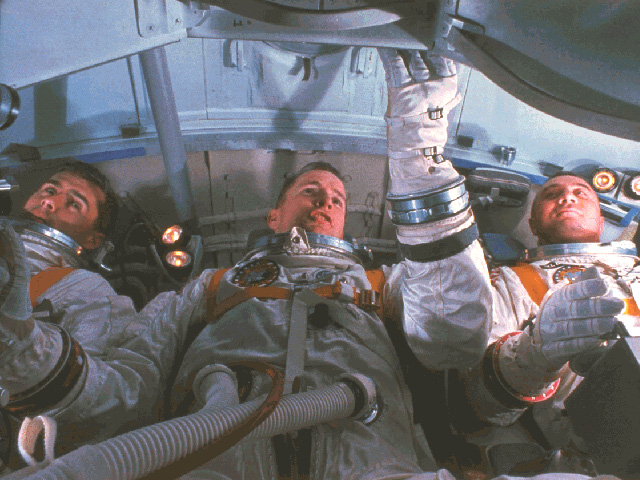
L'équipage d'Apollo 1 en simulateur le 19 janvier 1967.

## Postérité

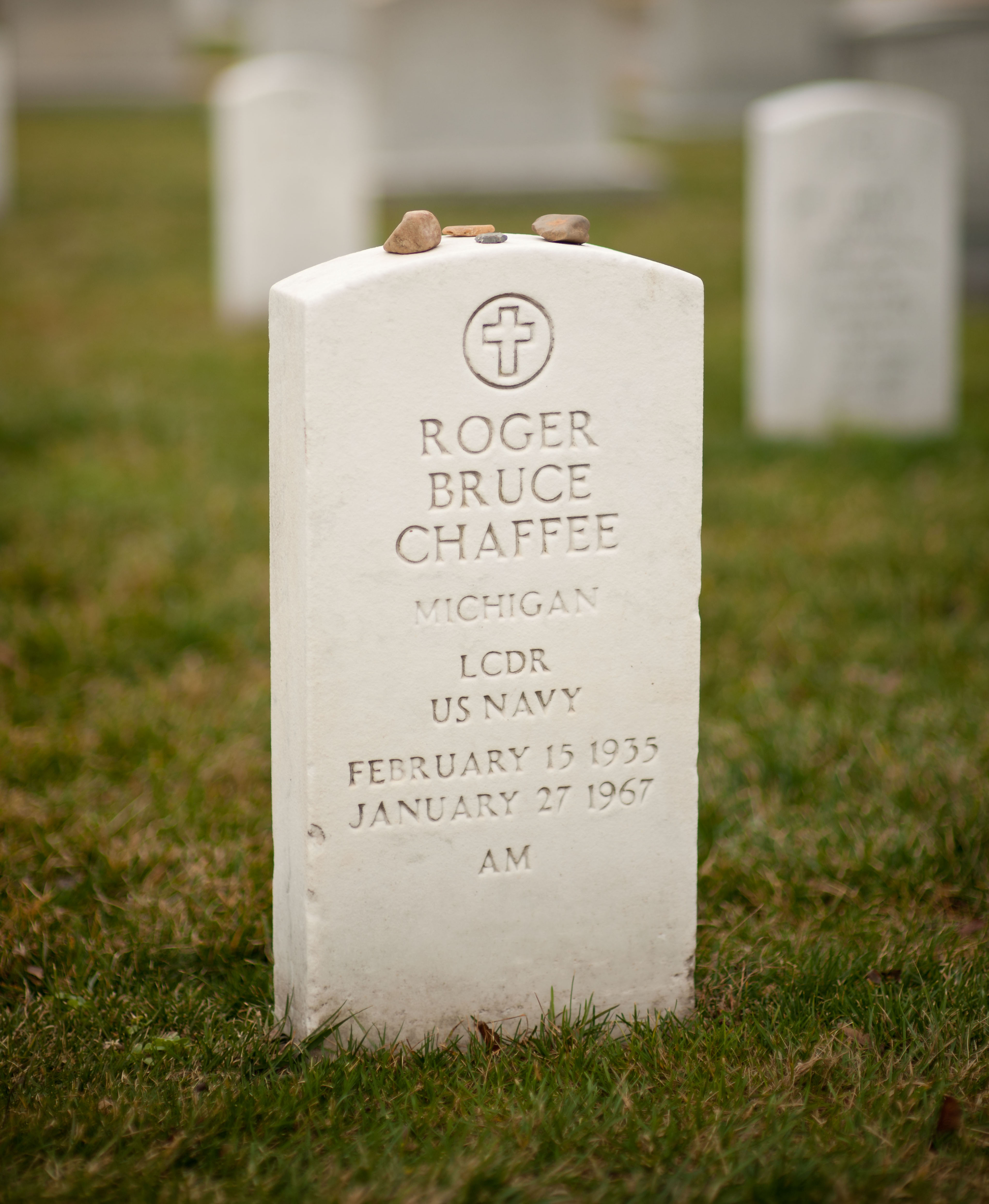
Pierre tombale de Roger B. Chaffee lors d'une cérémonie pour le jour du souvenir en 2012 au cimetière national d'Arlington.

Peu de temps après l'incendie de l'AS-204 en 1967, l'administrateur associé de la NASA pour les vols habités, George Mueller, annonce qu'en mémoire des astronautes morts, la mission est officiellement désignée Apollo 1, et donc que les missions suivantes seront numérotées d'après celle qui n'est jamais allée dans l'espace. La capsule subit une refonte importante à la suite de l'accident. Au lancement, l'atmosphère dans la cabine passe de 100 % d'oxygène à un environnement contenant 60 % d'oxygène et 40 % d'azote, limitant ainsi l'intensité et la rapidité d'un éventuel incendie. Les combinaisons spatiales des astronautes, à l'origine en nylon, sont changées en tissu bêta, un tissu ininflammable et très résistant à la chaleur, tissé à partir de fibre de verre et recouvert de téflon. Il y a d'autres changements, notamment le remplacement des matériaux inflammables des cabines par des matériaux auto-extinguibles et la couverture de la plomberie et du câblage avec une isolation protectrice. La conception de la trappe est aussi revue, permettant une ouverture en 5 secondes au lieu de 90.
Roger Chaffee et Virgil Grissom sont inhumés au cimetière national d'Arlington, tandis qu'Edward White l'est au cimetière de West Point. Lors de la cérémonie d'inhumation de Chaffee, le président des États-Unis Lyndon B. Johnson est notamment présent. La veuve de Chaffee reçoit 100 000 dollars dans le cadre du contrat que les astronautes ont signé avec deux maisons d'édition afin de disposer de droits exclusifs sur les récits et les photographies des astronautes et de leurs familles. Elle reçoit également 16 250 dollars par an pour la durée du contrat.

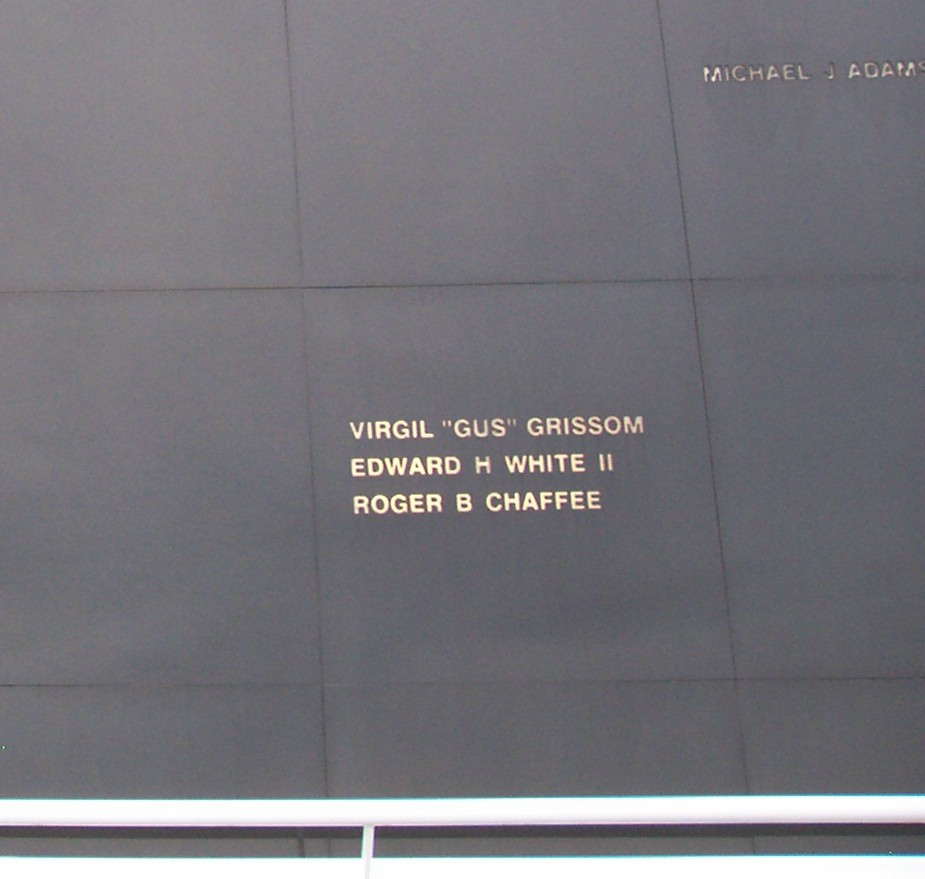
Le nom de Chaffee, avec celui de Grissom et de White, sur le Space Mirror Memorial.

Chaffee est commémoré de nombreuses manières. Un cratère, sur la face cachée de la Lune, et un planétarium situé dans sa ville natale de Grand Rapids, portent son nom. La bourse Roger B. Chaffee est attribuée chaque année depuis 1967 à des élèves exceptionnels du district scolaire intermédiaire du comté de Kent pour les lycéens souhaitant poursuivre une carrière en mathématiques et en sciences,. Un tronçon de route à Wyoming, près de Grand Rapids, porte également son nom. Chaffee Hall, un bâtiment consacré à l'ingénierie, lui est dédié à son alma mater, l'université Purdue, en 1968. Une formation martienne porte également son nom dans les collines Apollo 1. L'étoile Gamma de la constellation des Voiles a été baptisée « Regor » (Roger à l'envers), en sa mémoire. En 2018, une statue en bronze de Chaffee grandeur nature est inaugurée dans sa ville natale devant le Grand Rapids Children's Museum et le planétarium à son nom. La famille de Chaffee, dont son épouse Martha Horn Chaffee, et l'astronaute de Skylab 3 et de la navette spatiale américaine Jack Lousma — également originaire de Grand Rapids — sont présents à l'événement. Enfin, le nom de Chaffee figure sur la plaque accompagnant la sculpture Fallen Astronaut déposée sur la Lune le 1er août 1971 par l'équipage d'Apollo 15, et sur le Space Mirror Memorial de Cap Canaveral.
Le drame d'Apollo 1 jouant un rôle important dans la conquête spatiale américaine, le personnage de Chaffee apparaît dans de nombreux films ou téléfilms sur ce thème et il est présent sur de nombreux documentaires. Par exemple, dans le film First Man : Le Premier Homme sur la Lune (2018), le rôle de Chaffee est joué par l'acteur Cory Michael Smith.
La rampe de lancement no 34 démantelée à la base de lancement de Cap Canaveral comporte deux plaques commémoratives : « Ils ont donné leur vie au service de leur pays dans l'exploration continue de la dernière frontière de l'humanité. Souvenez-vous d'eux non pas pour leur mort mais pour les idéaux pour lesquels ils vivaient », et « À la mémoire de ceux qui ont fait le sacrifice ultime pour que d'autres puissent atteindre les étoiles. Ad astra per aspera (« une route difficile mène aux étoiles »). Que Dieu soit avec l'équipage d'Apollo 1 »,.

## Distinctions

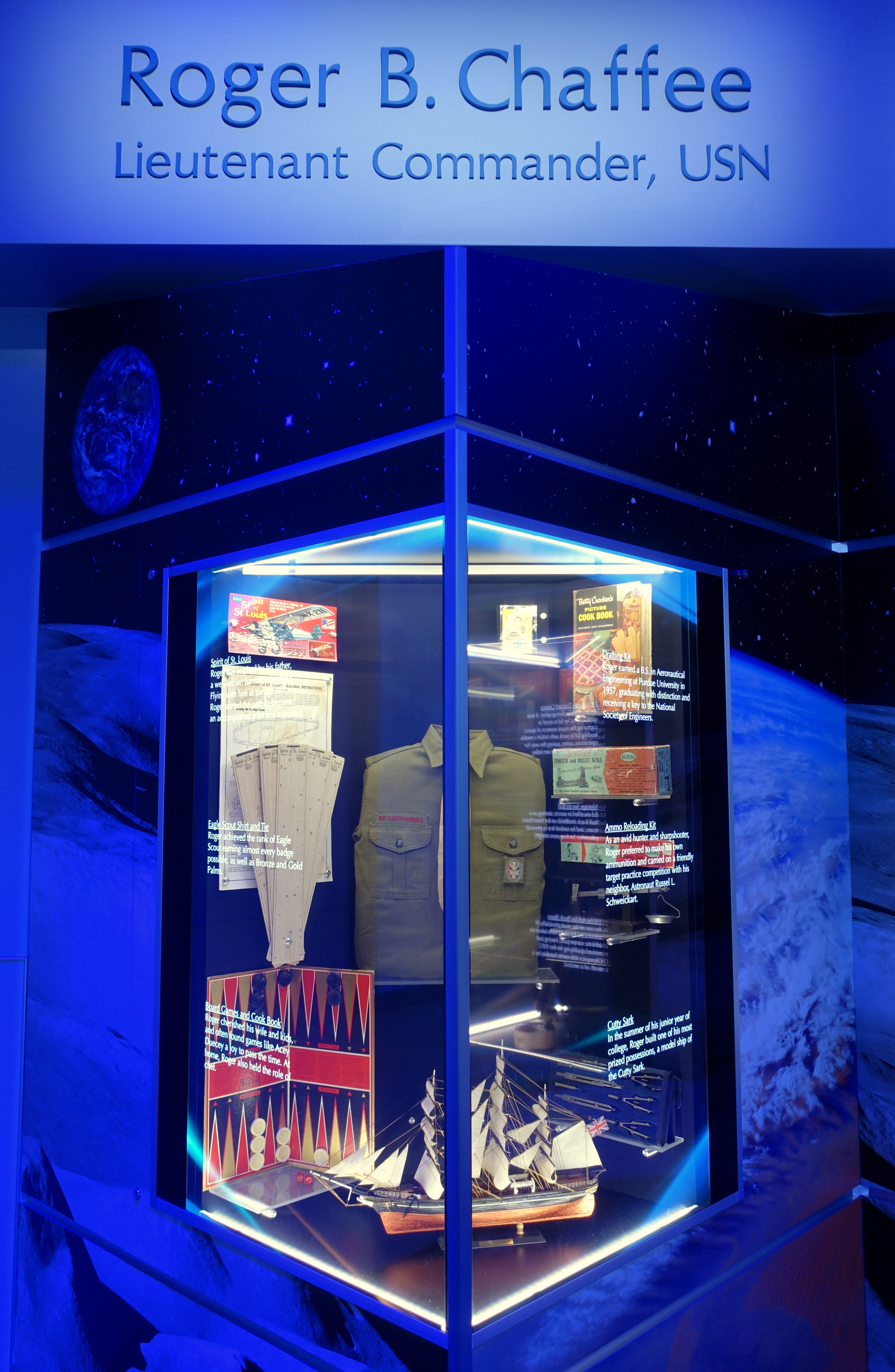
Objets personnels de Chaffee exposés à Cap Canaveral.

Chaffee reçoit la médaille de la marine américaine pour son implication dans le Heavy Photographic Squadron 62 (VAP-62). Il mène à bien 82 missions classifiées « d'une importance militaire capitale pour la sécurité des États-Unis ». Il reçoit la National Defense Service Medal et la Navy Unit Commendation puis, à titre posthume, une seconde Air Medal et la Purple Heart.
Sa ville natale de Grand Rapids lui a remis les clés de la ville en 1965.
Il est récipiendaire de la médaille du service distingué de la NASA en 1969. Il est intronisé à l'International Space Hall of Fame du musée de l'histoire spatiale du Nouveau-Mexique en 1983 et à l'United States Astronaut Hall of Fame le 4 octobre 1997. Chaffee reçoit à titre posthume la Congressional Space Medal of Honor en 1997 et le prix de l'Ambassadeur de l'exploration de la NASA pour sa participation au programme spatial américain en 2007.